# Cornelis van Altenburg
Cornelis van Altenburg (ur. 24 lipca 1871 w Dordrechcie, zm. 2 sierpnia 1953 tamże) – holenderski strzelec, olimpijczyk.
Brał udział w Letnich Igrzyskach Olimpijskich 1908 i 1920. W Londynie (1908) zajął siódme miejsce w karabinie dowolnym w trzech pozycjach drużynowo. W Antwerpii zaś, sklasyfikowany został w dwóch konkurencjach: pistolecie dowolnym z 50 metrów, w którym jego miejsce jest nieznane; prawdopodobnie zajął jednak jedno z ostatnich miejsc. W konkurencji drużynowej zajął 10. miejsce.

## Wyniki olimpijskie
| Igrzyska | Konkurencja                                     | Wynik | Miejsce    | Źródło |
| -------- | ----------------------------------------------- | --- | ---------- | ------ |
| IO 1908  | Karabin dowolny, trzy postawy, 300 m, drużynowo | 689 punktów ind. (4130 punktów druż.) W pozycji leżącej – 291 punktów (1738 punktów druż.) W pozycji klęczącej – 249 punktów (1427 punktów druż.) W pozycji stojącej – 149 punktów (965 punktów druż.) | 7 (na 9)   | [ 1 ]  |
| IO 1920  | Pistolet dowolny, 50 m                          | 397 punktów | ?          | [ 2 ]  |
| IO 1920  | Pistolet dowolny, 50 m, drużynowo               | 397 punktów ind. (2123 punkty druż.) | 10 (na 13) | [ 3 ]  |